# Anthony Nash
Anthony James Dillon „Tony“ Nash, MBE (* 18. März 1936 in Amersham, Buckinghamshire; † 17. März 2022) war ein britischer Bobpilot und Olympiasieger. Zusammen mit seinem Bremser Robin Dixon bildete er eines der erfolgreichsten Zweierbobteams der 1960er Jahre.
Nash war Direktor des familieneigenen Ingenieurbüros, das sich zu Beginn der 1960er Jahre auch mit der Konstruktion von Bobschlitten befasste. Dixon suchte 1961 nach einem Ersatz für Henry Taylor, der bei einem Autorennen einen Unfall gehabt hatte, und stieß dabei auf Nash. Ihr erster Erfolg war der dritte Platz bei der Weltmeisterschaft 1963 in Igls. Bei den Olympischen Winterspielen 1964 folgte auf derselben Bahn der Karrierehöhepunkt mit dem Gewinn der Goldmedaille. Im dritten Lauf war an ihrem Bob ein Bolzen abgebrochen, so dass ein Start im entscheidenden vierten Lauf nicht möglich gewesen wäre. Doch der Italiener Eugenio Monti, einer ihrer härtesten Konkurrenten, stellte einen Bolzen von seinem eigenen Bob zur Verfügung. Für diese Geste wurde Monti später mit der Pierre-de-Coubertin-Medaille ausgezeichnet.
Bei der Weltmeisterschaft 1965 in St. Moritz waren Dixon und Nash erneut die Schnellsten. Die Weltmeisterschaft 1966 in Cortina d’Ampezzo beendeten sie auf dem dritten Platz. Zum Abschluss der Karriere folgte bei den Olympischen Winterspielen 1968 der fünfte Platz auf der Bahn von Alpe d’Huez.
Eine der Kurven des Olympia Bob Run St. Moritz–Celerina ist nach Nash und Dixon benannt, der Nash-Dixon Corner.
Nach seiner Karriere leitete Nash eine Holzfirma und ließ sich in Devon nieder.